# The Test (film 1915)
The Test è un cortometraggio muto del 1915 diretto da James W. Castle.

## Produzione
Il film fu prodotto dalla Edison Manufacturing Company.

## Distribuzione
Distribuito dalla General Film Company, il film - un cortometraggio in tre bobine - uscì nelle sale cinematografiche USA il 4 giugno 1915. Non si conoscono copie ancora esistenti della pellicola che viene considerata presumibilmente perduta.